# Младшие ветви императорского дома Японии
Старый императорский дом (яп. 旧皇族 кю:ко:дзоку), также известны как бывшие Миякэ (яп. 旧宮家 кю:миякэ), — младшие боковые ветви японской императорской семьи, созданные из дома Фусими-но-мия. Все кроме одной ветви были созданы потомками принца Фусими Кунииэ (1802—1872). В октябре 1947 года представители домов младших ветвей были лишены членства в императорской семье. Только ближайшие родственники императора Хирохито и трех его братьев сохранили членство в императорской семье. Однако неофициальные руководители этих боковых линий по-прежнему существуют и перечислены ниже.

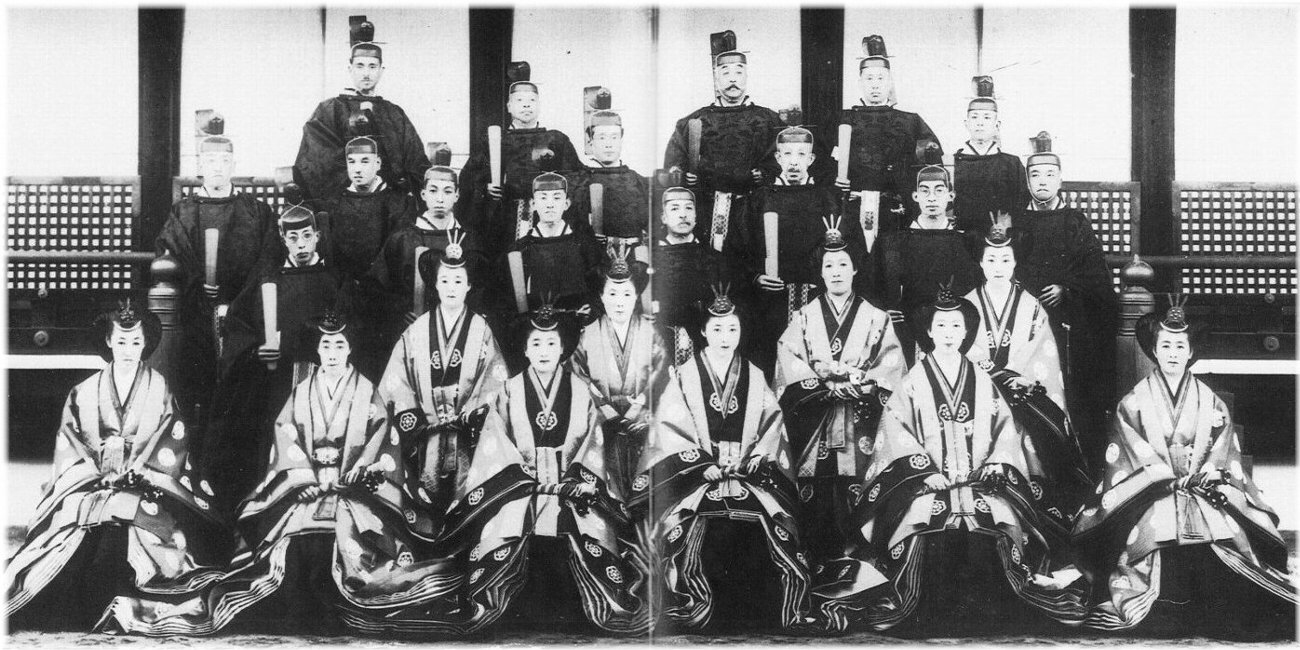
Все бывшие члены Императорской семьи собрались в Императорском дворце в Киото

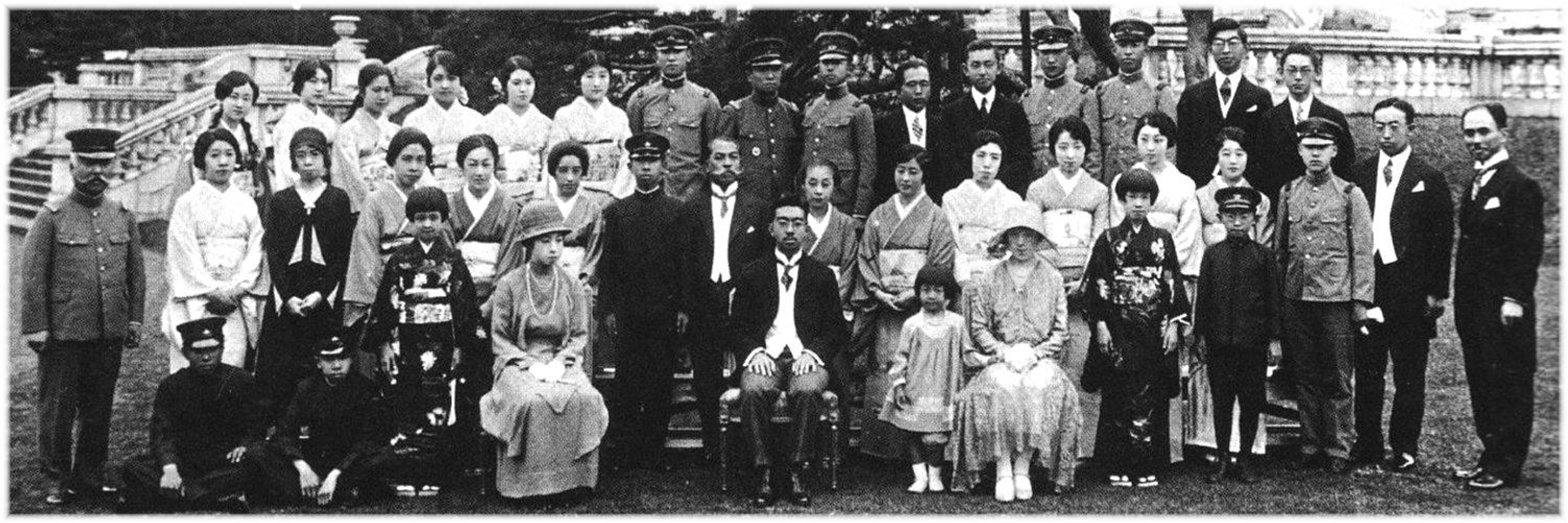
Император Хирохито и кю-миякэ

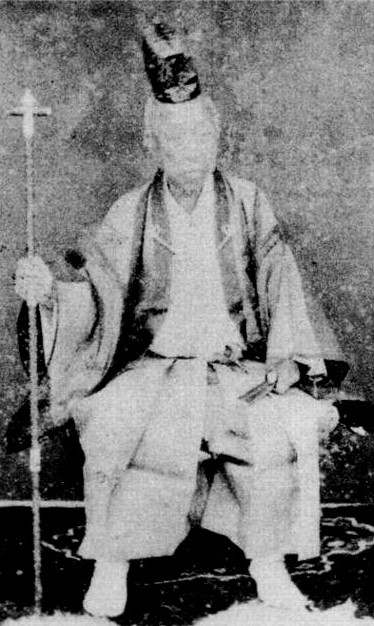
Принц Фусими Кунииэ (1802—1872), 1-й глава дома Фусими-но-мия

В последние годы[когда?] консерваторы предложили восстановить несколько бывших императорских линий в качестве членов императорской семьи, чтобы решить споры о порядке наследования японского императорского престола.
Список ветвей по порядку их создания:
- Насимото-но-мия (яп. 梨本, дом прервался)
- Куни-но-мия (яп. 久邇)
- Ямасина-но-мия (яп. 山階, дом прервался)
- Катё-но-мия (яп. 華頂, дом прервался)
- Китасиракава-но-мия (яп. 北白川, дом прервался)
- Хигасифусими-но-мия (яп. 東伏見, или Комацу-но-мия, 小松; дом прервался)
- Кая-но-мия (яп. 賀陽)
- Асака-но-мия (яп. 朝香)
- Хигасикуни-но-мия (яп. 東久邇)
- Такэда-но-мия (яп. 竹田)

## Насимото-но-мия
Основателем дома Насимото-но-мия был принц Мориоса, 10-й сын принца Фусими Садаёси (1775—1841) и единокровный брат принца Фусими Кунииэ (1802—1872).
| №  | Имя                                                                          | Дата рождения | Дата наследования | Дата отставки | Дата смерти | Примечания |
| -- | ---------------------------------------------------------------------------- | ------------- | ----------------- | ------------- | ----------- | --- |
| 1. | Принц Насимото Мориоса (яп. 梨本宮 守脩親王 Насимото-но-мия Мориоса-синно)   | 1819          | 1870              |               | 1885        | Десятый сын принца Фусими Садаёси (1775—1841)                                                                                                |
| 2. | Принц Насимото Кикумаро (яп. 山階宮菊麿王 Насимото-но-мия Кикумото-о)        | 1873          | 1885              | 1885          | 1908        | Сын принца Ямасины Акиры (1816—1891), внучатый племянник Мориосы. Отказался от титула, чтобы возглавить дом Ямасина-но-мия.                  |
| 3. | Принц Насимото-но-мия Моримаса (яп. 梨本宮守正王 Насимото-но-мия Моримаса-о) | 1874          | 1885              | 1947          | 1951        | Двоюродный брат Кикумаро и четвёртый сын принца Куни Асахико (1824—1891).                                                                    |
| X  | Насимото Норихико (яп. 梨本徳彦 Насимото Норихико)                           | 1922          |                   |               | 2007        | Племянник Морисамы (3-й сын принца Куни-но-мия Така). С 1943 года — граф Тацута Норихико. С 1966 года — приёмный сын Ицуко (вдовы Морисамы). |

## Куни-но-мия
Основателем дома Куни-но-мия был принц Асахико, четвертый сын принца Фусими Кунииэ.
|   | Имя                                                                 | Дата рождения | Дата наследования | Дата отставки | Дата смерти | Примечания                                      |
| - | ------------------------------------------------------------------- | ------------- | ----------------- | ------------- | ----------- | ----------------------------------------------- |
| 1 | Принц Куни Асахико (яп. 久邇宮 朝彦親王 Куни-но-мия Асахико синно ) | 1824          | 1863              |               | 1891        | Четвертый сын принца Фусими Кунииэ (1802—1872)  |
| 2 | Принц Куни Куниёси (яп. 久邇宮 邦彦王 Куни-но-мия Куниёси)          | 1873          | 1891              |               | 1929        | Третий сын предыдущего, отец императрицы Кодзюн |
| 3 | Принц Куни Асаакира (яп. 久邇宮 朝融王 Куни-но-мия Асаакира)        | 1901          | 1929              | 1947          | 1959        | Старший сын предыдущего                         |
| 4 | Куни Куниаки (яп. 久邇 邦昭)                                        | 1929          | 1959              |               |             | Старший сын предыдущего.                        |

## Ямасина-но-мия

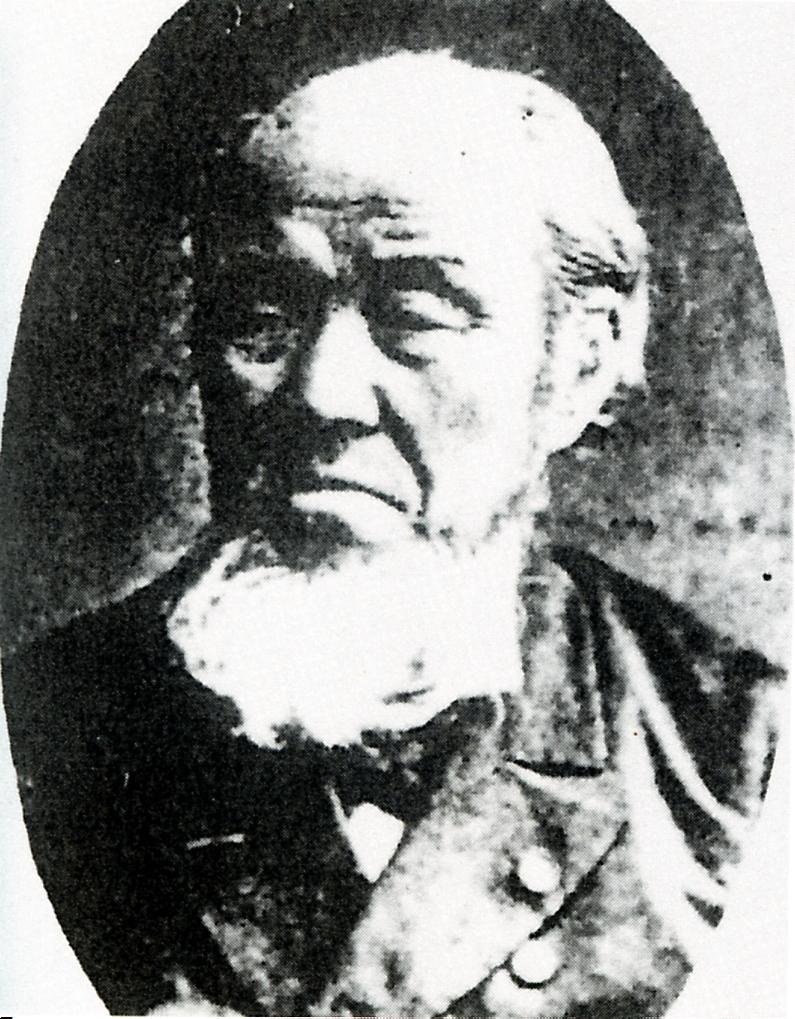
Принц Ямасина Акира (1816—1891), 1-й глава дома Ямасина-но-мия

Основателем дома Ямасина-но-мия был принц Акира, старший сын принца Фусими Кунииэ.
| №  | Имя                                                                | Дата рождения | Дата наследования | Дата отставки | Дата смерти | Примечания                       |
| -- | ------------------------------------------------------------------ | ------------- | ----------------- | ------------- | ----------- | -------------------------------- |
| 1. | Принц Ямасина Акира (яп. 山階宮 晃親王 Ямасина-но-мия Акира синно) | 1816          | 1864              |               | 1898        | Старший сын принца Фусими Кунииэ |
| 2. | Принц Ямасина Кикумаро (яп. 山階宮 菊麿王 Ямасина-но-мия Кикумаро) | 1873          | 1898              |               | 1908        | Сын предыдущего                  |
| 3. | Принц Ямасина Такэхико (яп. 山階宮 武彦王 Ямасира-но-мия Такэхико) | 1898          | 1908              | 1947          | 1987        | Старший сын предыдущего.         |

После смерти Ямасины Такэхико в 1987 году дом Ямасина-но-мия угас.

## Катё-но-мия
Дом Катё-но-мия был создан принцем Хироцунэ, сыном принца Фусими Кунииэ.
|   | Имя                                                               | Дата рождения | Дата наследования | Дата отставки | Дата смерти | Примечания                                                      |
| - | ----------------------------------------------------------------- | ------------- | ----------------- | ------------- | ----------- | --------------------------------------------------------------- |
| 1 | Катё Хироцунэ (яп. 華頂宮博経親王 Катё-но-мия Хироцунэ синно)     | 1851          | 1868              |               | 1876        | Двенадцатый сын Фусими Кунииэ (1802—1872)                       |
| 2 | Принц Катё Хироацу (яп. 華頂宮博厚親王 Катё-но-мия Хироацу синно) | 1875          | 1876              |               | 1883        | Сын предыдущего                                                 |
| 3 | Принц Катё Хироясу (яп. 華頂宮博恭親王 Катё-но-мия Хироясу-синно) | 1875          | 1883              | 1904          | 1946        | Сын Фусими Саданори (1858—1923), 22-го главы дома Фусими-но-мия |
| 4 | Принц Катё Хиротада (яп. 華頂宮博忠王 Катё-но-мия Хиротада)       | 1902          | 1904              |               | 1924        | Второй сын предыдущего                                          |
| X | Маркиз Катё Хиронобу (яп. 華頂博信 Катё Хиронобу)                 | 1905          | 1924              | 1947          | 1970        | Третий сын принца Катё Хироясу, младший брат предыдущего        |

Дом Катё-но-мия прервался со смертью принца Катё Хиротады. Линию продолжил маркиз и кадзоку Катё Хиронобу и его сыновья.

## Китасиракава-но-мия
Основателем дома Китасиракава стал принц Сатонари, тринадцатый сын принца Фусими Кунииэ.
| №  | Имя                                                                                    | Дата рождения | Дата наследования | Дата отставки | Дата смерти | Примечания                                |
| -- | -------------------------------------------------------------------------------------- | ------------- | ----------------- | ------------- | ----------- | ----------------------------------------- |
| 1. | Принц Китасиракава Сатонари (яп. 北白川宮 智成親王 Китасиракава-но-мия Сатонари синно) | 1844          | 1872              |               | 1872        | Тринадцатый сын Фусими Кунииэ (1802—1872) |
| 2. | Принц Китасиракава Ёсихиса (яп. 北白川宮 能久親王 Китасиракава-но-мия Ёсихиса-синно)   | 1847          | 1872              |               | 1895        | Девятый сын Фусими Кунииэ                 |
| 3. | Принц Китасиракава Нарухиса (яп. 北白川宮 成久王 Китасиракава-но-мия Нарухиса)         | 1887          | 1895              |               | 1923        | Четвертый сын предыдущего                 |
| 4. | Принц Китасиракава Нагахиса (яп. 北白川宮 永久王 Китасиракава-но-мия Нарухиса)         | 1910          | 1923              |               | 1940        | Единственный сын предыдущего              |
| 5. | Принц Китасиракава Митихиса (яп. 北白川宮 道久王 Китасиракава-но-мия Митихиса)         | 1937          | 1940              | 1947          | 2018        | Единственный сын предыдущего.             |

После смерти Китасиракавы Митихисы в 2018 году дом Китасиракава-но-мия прервался

## Хигасифусими-но-мия/Комацу-но-мия
Основателем дома Хигасифусими-но-мия был принц Ёсиаки, седьмой сын принца Фусими Кунииэ.
|   | Имя | Дата рождения | Дата наследования | Дата отставки | Дата смерти | Примечания                                                                                            |
| - | --- | ------------- | ----------------- | ------------- | ----------- | --- |
| 1 | Принц Хигасифусими Ёсиаки (яп. 東伏見宮 嘉彰親王 Хигасифусими-но-мия Ёсиаки-синно) Принц Комацу Акихито (яп. 小松宮 彰仁親王 Комацу-но-мия Акихито-синно) | 1846          | 1867 1872         | 1872          | 1903        | Седьмой сын принца Фусими Кунииэ, изменил имя в 1872 году                                             |
| 2 | Принц Хигасифусими Ёрихито (яп. 東伏見宮 依仁親王 Хигасифусими-но-мия Ёрихито)                                                                            | 1876          | 1903              |               | 1922        | Семнадцатый (посмертный) сын принца Фусими Кунииэ, младший брат Акихито вернул себя имя Хигасифусими. |

В 1931 году император Хирохито поручил своему шурину, принцу Куни Кунихидэ (1910—2014), отказаться от статуса члена императорского дома и стать графом Хигасифусими Кунихидэ, чтобы предотвратить угасания дома Хигасифусими.

## Кая-но-мия
Основателем дома Кая-но-мия стал принц Кунинори (1867—1909), второй сын принца Куни Асахико (1824—1891), главы дома Куни-но-мия.
|   | Имя                                                               | Дата рождения | Дата наследования | Дата отставки | Дата смерти | Примечания                                                                    |
| - | ----------------------------------------------------------------- | ------------- | ----------------- | ------------- | ----------- | ----------------------------------------------------------------------------- |
| 1 | Принц Кая Кунинори (яп. 賀陽宮 邦憲王 Кая-но-мия Кунинори синно ) | 1867          | 1896              |               | 1909        | Второй сын принца Куни Асахико, четвертого сына Фусими Кунииэ                 |
| 2 | Принц Кая Цунэнори (яп. 賀陽宮 恒憲王 Кая-но-мия Цунэнори)        | 1900          | 1909              | 1947          | 1978        | Старший сын предыдущего                                                       |
| 3 | Принц Кая Нобухико (яп. 賀陽宮 信彦王 Кая-но-мия Нобухико)        | 1922          | 1978              |               | 1986        | Старший сын предыдущего                                                       |
| 4 | Кая Харунори (яп. 賀陽 治憲)                                      | 1926          | 1987              |               | 2011        | Младший брат предыдущего, кадровый дипломат                                   |
| 5 | Кая Масанори (яп. 賀陽 正憲)                                      | 1959          | 2011              |               |             | Племянник обоих предыдущих — сын их младшего брата Акенори; кадровый дипломат |

## Асака-но-мия

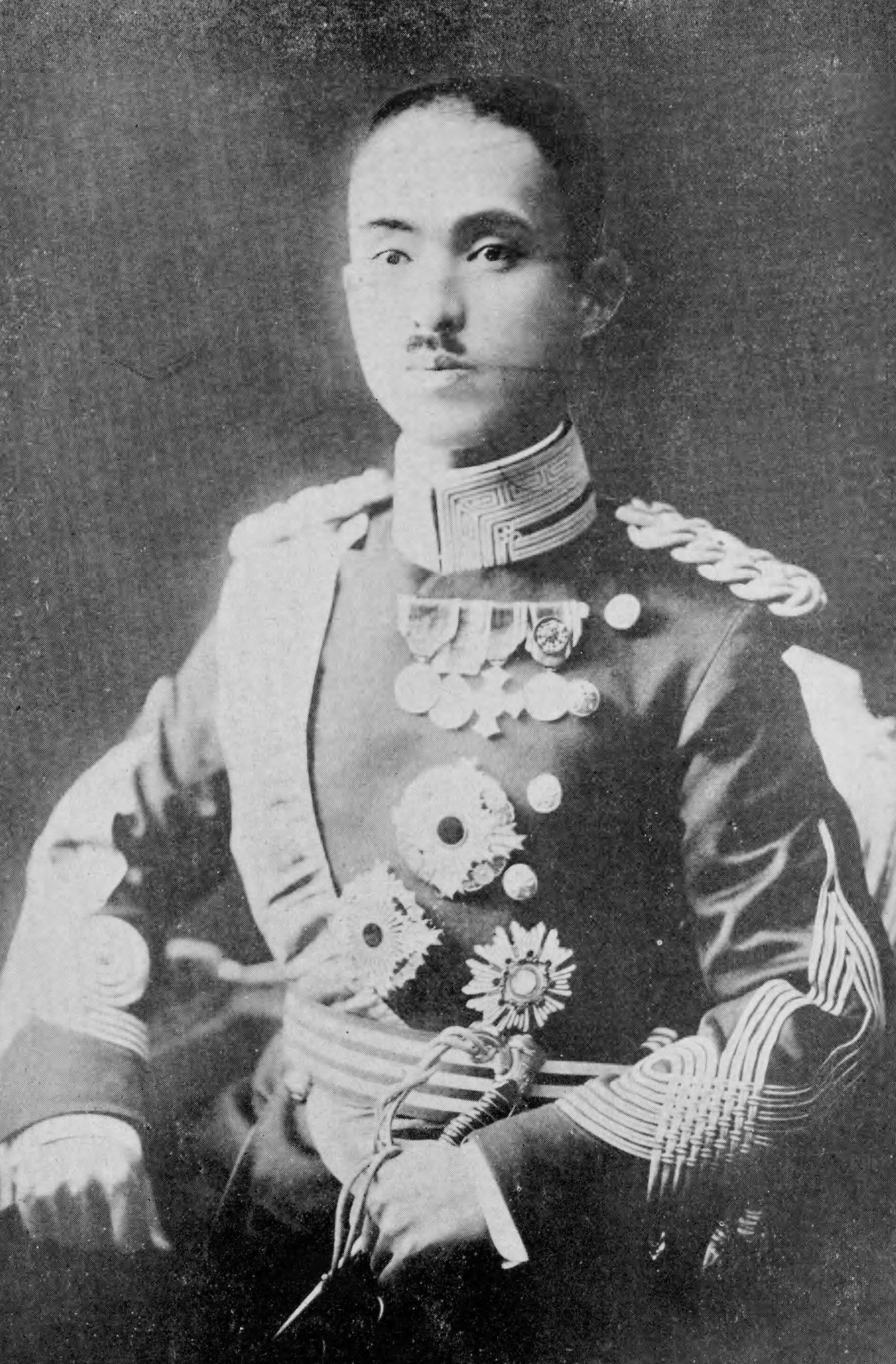
Принц Асака Ясухико (1887—1981), 1-й глава дома Асака-но-мия

Основателем дома Асака-но-мия был принц Ясухиро, восьмой сын принца Куни Асахико.
|   | Имя                                                           | Дата рождения | Дата наследования | Дата отставки | Дата смерти | Примечания                      |
| - | ------------------------------------------------------------- | ------------- | ----------------- | ------------- | ----------- | ------------------------------- |
| 1 | Принц Асака Ясухико (яп. 朝香宮 鳩彦王 Асака-но-мия Ясухико ) | 1887          | 1906              | 1947          | 1981        | Восьмой сын принца Куни Асахико |
| X | Асака Такахико                                                | 1912          | 1981              |               | 1994        | Старший сын предыдущего         |
| X | Асака Томохико                                                | 1943          | 1994              |               |             | Единственный сын предыдущего    |

## Хигасикуни-но-мия
Дом Хигасикуни-но-мия основал принц Нарухико, девятый сын принца Куни Асахико.
|   | Имя                                                                        | Дата рождения | Дата наследования | Дата отставки | Дата смерти | Примечания                           |
| - | -------------------------------------------------------------------------- | ------------- | ----------------- | ------------- | ----------- | ------------------------------------ |
| 1 | Принц Хигасикуни Нарухико (яп. 東久邇宮 稔彦王 Хигасикуни-но-мия Нарухико) | 1887          | 1906              | 1947          | 1990        | Девятый сын принца Куни Асахико      |
| X | Принц Хигасикуни Морихиро (яп. 東久邇宮 盛厚王 Хисасикуни-но-мия Морихиро) | 1916          | 1947              |               | 1969        | Старший сын предыдущего              |
| 2 | Принц Хигасикуни Нобухико (яп. 東久邇宮 信彦王 Хигасикуни-но-мия Нобухико) | 1945          | 1990              |               | 2019        | Старший сын Морихиро, внук Нарухико. |
| Х | Хигасакуни Юкихико                                                         | 1973          | 2019              |               |             | Старший сын предыдущего              |

В 1946 году после отмены японских аристократических титулов принц Хигасикуни Нобухико стал просто «Хигасикуни Нобухико».

## Такэда-но-мия
Дом Такэда-но-мия был основан принцем Цунэхисой, старшим сыном принца Китасиракавы Ёсихисы (второй Китасиракава-но-мия).
|   | Имя                                                              | Дата рождения | Дата наследования | Дата отставки | Дата смерти | Примечания                                          |
| - | ---------------------------------------------------------------- | ------------- | ----------------- | ------------- | ----------- | --------------------------------------------------- |
| 1 | Принц Такэда Цунэхиса (яп. 竹田宮 恒久王 Такэда-но-мия Цунэхиса) | 1882          | 1906              |               | 1919        | Старший сын принца Китасиракавы Ёсихисы (1847—1895) |
| 2 | Принц Такэда Цунэёси (яп. 竹田宮 恒徳王 Такэда-но-мия Цунэёси)   | 1909          | 1919              | 1947          | 1992        | Единственный сын предыдущего                        |
| 3 | Принц Такэда Цунэтада (яп. 竹田 恒正 Такэда-но-мия Цунэтада )    | 1940          | 1992              |               |             | Старший сын предыдущего.                            |